# Исманинг
Исманинг (њем. Ismaning) општина је у њемачкој савезној држави Баварска. Једно је од 29 општинских средишта округа Минхен. Према процјени из 2010. у општини је живјело 15.181 становника. Посједује регионалну шифру (AGS) 9184130.

## Географски и демографски подаци
Исманинг се налази у савезној држави Баварска у округу Минхен. Општина се налази на надморској висини од 490 метара. Површина општине износи 40,2 km². У самом мјесту је, према процјени из 2010. године, живјело 15.181 становника. Просјечна густина становништва износи 378 становника/km².